# Rolls-Royce Silver Spirit
Rolls-Royce Silver Spirit — розкішний автомобіль британського виробника автомобілів Rolls-Royce Motors. Silver Spirit є наступником Silver Shadow. Він виготовлявся в різних серіях і під різними назвами з 1980 по 1998 роки. Серії, яка внутрішньо позначається як Rolls-Royce SZ, включає в себе моделі Silver Spur (подовжена версія), Silver Dawn II, Centenary, Park Ward und Touring Limousine. Rolls-Royce Silver Spirit подібний на Bentley Mulsanne першого покоління.

## Двигун
- 6.75 л L410 V8